# 卢多维西别墅赌场
卢多维西别墅赌场（Casino di Villa Boncompagni Ludovisi）是意大利罗马卢多维西区的一座历史建筑，位于原卢多维西别墅内。这座建筑又名奥罗拉赌场，得名于接待大厅里圭尔奇诺的湿壁画《奥罗拉》。
这座宫殿是16世纪德尔蒙特枢机主教建造的大型郊区别墅的唯一遗迹。枢机是一位外交官、知识分子、艺术鉴赏家，也是著名人物如伽利略和卡拉瓦乔的保护者和赞助人。赌场的一个小房间拥有卡拉瓦乔创作的唯一一幅天顶画，《朱庇特、尼普顿和普路托》，绘制于约1597年，在源自古典神话的象征意象中，反映了枢机的另一个兴趣：炼金术。

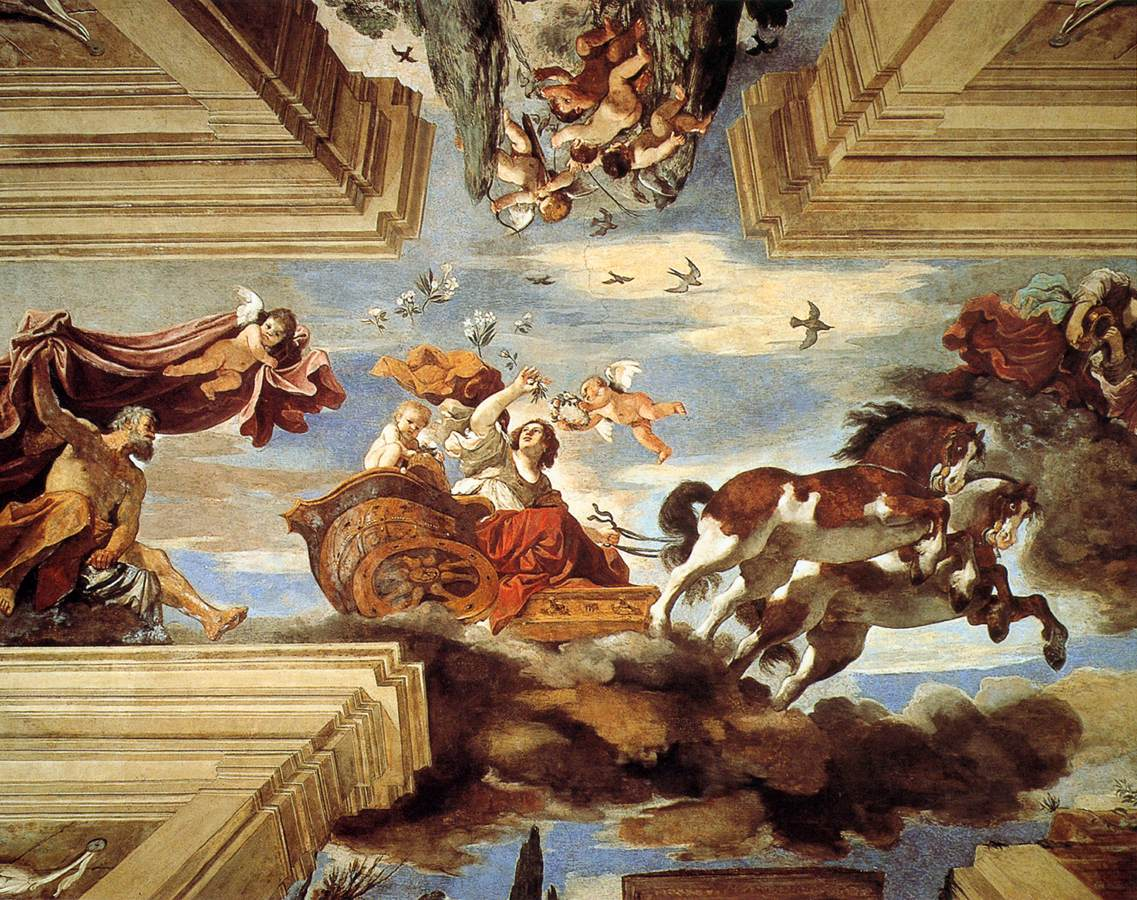
圭尔奇诺的湿壁画《奥罗拉》（1621）

1621年，德尔蒙特将别墅及其广阔的土地卖给了卢多维科·卢多维西，他的叔叔亚历山德罗·卢多维西早些时候担任教皇（額我略十五世），并在加冕礼后的第二天任命他的侄子为红衣主教，时年25岁。红衣主教扩大了财产，直到他在平扎納門、萨拉里亚门和圣依西多禄修道院之间创建了一个30公顷的公园，其建筑由多梅尼基诺设计，花园（据称由安德烈·勒诺特尔设计）。

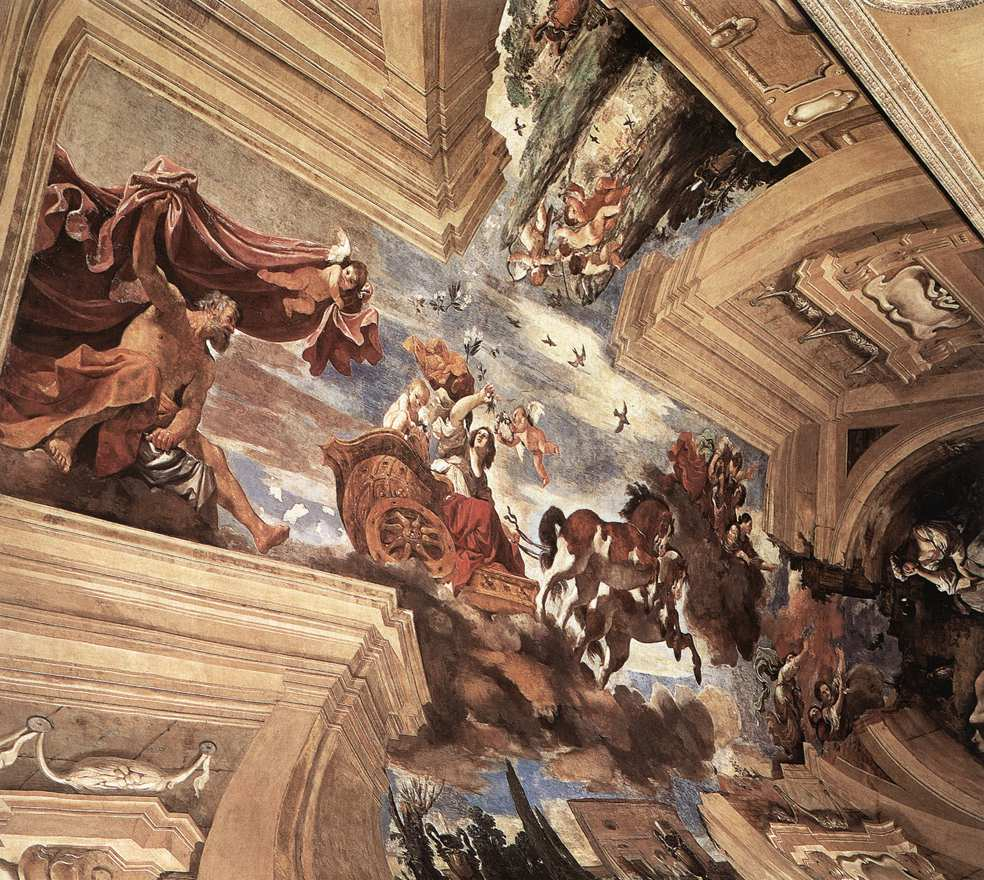
《奥罗拉》

1883年，继承人邦孔帕尼-卢多维西王子庞大藏品的，分割并出售了产业。罗马的卢多维西区建在公园所在的土地上，并带有家族的纹章。在别墅的历史建筑中，仅保留了赌场和前大宫的立面和楼梯，后者现在隐藏在19世纪的玛格丽塔宫后面，后来它由意大利国家收购，作为意大利王后萨沃伊的玛格丽塔的住所。它现在安置美国大使馆。2200平方米的奥罗拉赌场仍归卢多维西家族所有。藏有卡拉瓦乔、圭尔奇诺、波马兰乔和米开朗基罗的作品，以及罗马和希腊手工艺品。周围高墙环绕，偶尔每月一次或应书面要求向公众开放。

卡拉瓦乔的《朱庇特、尼普顿和普路托》

2018年，业主尼科洛·邦孔帕尼·卢多维西王子去世，别墅于2021年挂牌出售，随后遗孀丽塔·邦孔帕尼·卢多维西公主和他的三个儿子之间发生了继承纠纷。
2022年1月推出由丽塔·邦孔帕尼·卢多维西公主带领的免费虚拟之旅。
这座别墅估计需要1000万欧元的修复工作，2022年1月18日由公证人拍卖，起价为4.71亿欧元；无人出价。最终，到2023年1月，该别墅已被五次要约出售，开标价最终降至1.45亿欧元，仍无人出价。在一堵墙倒塌后，法官裁定，财产没有得到妥善维护，命令住在别墅里的丽塔公主在60天内搬出房产，但她拒绝了。另一场拍卖定于2023年4月举行。 